# Hemistola periphanes
Hemistola periphanes là một loài bướm đêm trong họ Geometridae.